# Una coppia perfetta - I racconti di Hap e Leonard
Una coppia perfetta - I racconti di Hap e Leonard (2013), è il titolo di una raccolta di tre racconti di genere noir di Joe R. Lansdale che vedono come protagonisti i due amici Hap Collins e Leonard Pine: Le iene (Hyenas 2011), Veil in visita (Veil's Visit 1999) e Una mira perfetta (Dead Aims 2013).

## Storia editoriale
Il libro edito in Italia da Einaudi, comprende tre racconti pubblicati per la prima volta negli Stati Uniti in altre opere:
- Le iene, pubblicato nel 2011 con il titolo di Hyenas;[2]
- Veil in visita, scritto con Andrew Vachss e pubblicato nel 1999 con il titolo di Veil's Visit nella raccolta Veil's Visit: A Taste of Hap and Leonard;[3]
- Una mira perfetta, pubblicato nel 2013 con il titolo di Dead Aim.[4]

## Trama

### Le iene
Hap e Leonard sono stati ingaggiati da un uomo che è preoccupato che il giovane fratello possa essere implicato nell'organizzazione di una rapina. I due amici dissuadono il ragazzo dai propositi criminali e sventano la rapina sgominando la banda.

### Veil in visita
Leonard è stato accusato di aver incendiato una casa, covo di spacciatori di droga, e quindi arrestato. Rischia una pesante condanna. Hap si rivolge ad un amico avvocato, Veil, che prima di poter assumere la difesa di Leonard ne dovrà vincere la diffidenza. Veil riesce a far assolvere Leonard facendo sfoggio di abilità dialettiche eccezionali, nonostante le evidenti prove contro di lui.

### Una mira perfetta
Hap e Leonard vengono ingaggiati dall'amico Marvin Hanson, detective privato, per proteggere una donna minacciata dal marito dal quale sta per divorziare. Prima di assumere l'incarico i due amici indagano e scoprono che l'uomo, nel frattempo assassinato, era pieno di debiti a causa di scommesse, e che aveva finto dissidi con la moglie per allontanare i violenti usurai dalla famiglia. Leonard e Hap sgominano la banda appartenente alla Dixie Mafia dando alla vedova la possibilità di ricostruirsi una vita.

## Edizioni
- Joe R. Lansdale, Una coppia perfetta - I racconti di Hap e Leonard, traduzione di Luca Briasco, Stile libero Big, Einaudi, 2013,  p. 196, ISBN 978-88-06-20893-6.
- Joe R. Lansdale, Una coppia perfetta - I racconti di Hap e Leonard, traduzione di Luca Briasco, Super ET, Einaudi, 2019,  p. 200, ISBN 9788806242206.